# Lé Tanson

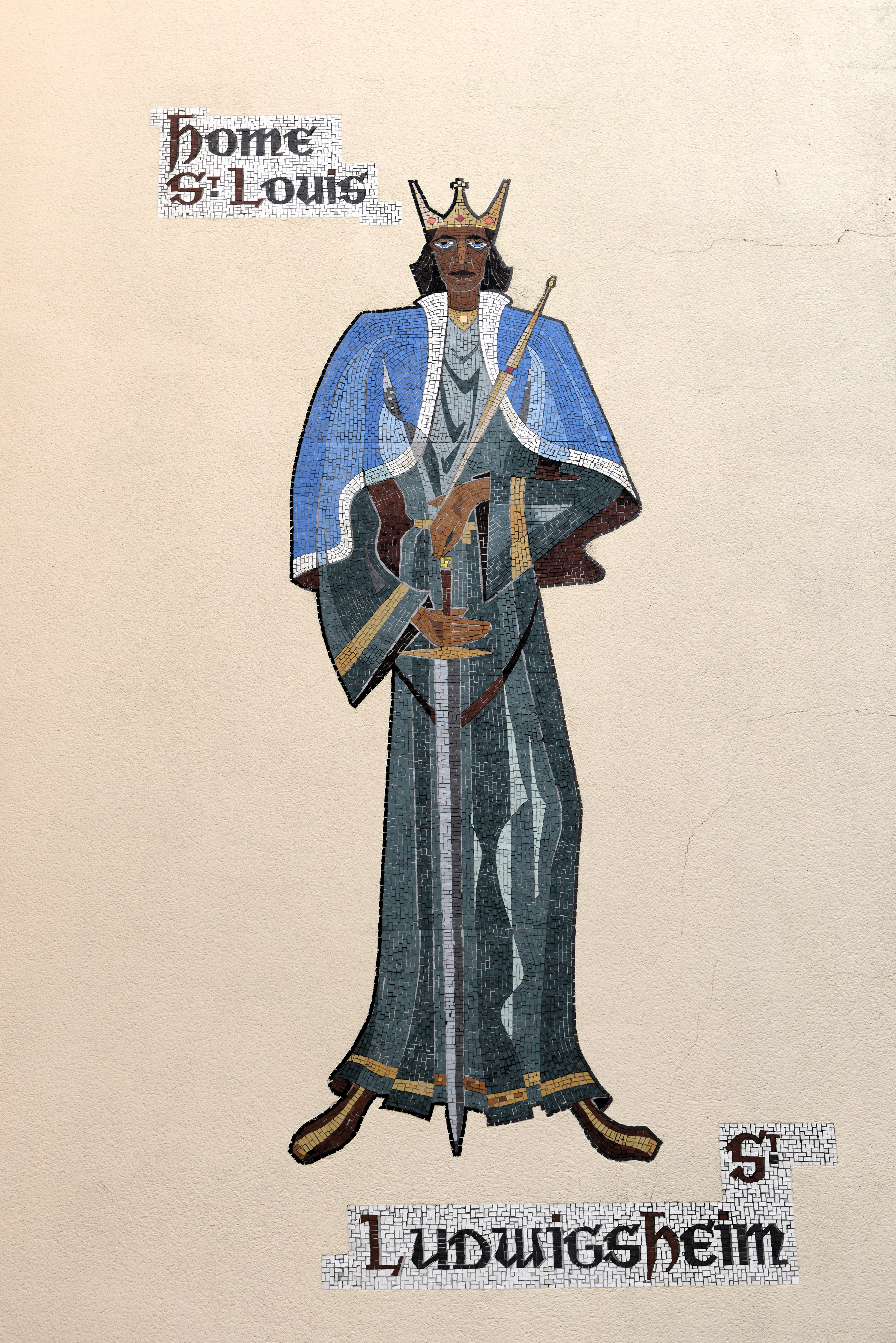
Mozaïek Lodewijk de Heilige (1975), Mondorf

Léon Jean-Pierre (Lé) Tanson (Bettembourg, 9 april 1914 – Mondorf-les-Bains, 3 april 1999) was een Luxemburgs beeldhouwer, schilder, glazenier en tekenaar.

## Leven en werk
Léon of Lé Tanson was een zoon van Johann Tanson en Maria Leonie Hilbert. Hij bezocht de Industrieschool en de École d'artisans de l'État in Limpertsberg en studeerde in Parijs aan de École nationale supérieure des beaux-arts en de Académie de la Grande Chaumière.. Hij wilde aanvankelijk kunstdocent worden, maar werd ambtenaar bij de Staatsspaarbank.
Tanson maakte als kunstenaar onder meer schilderijen, tekeningen en sculpturen en ontwierp glas-in-loodramen, mozaïeken en postzegels. Hij was lid en bestuurslid (1966-1971) van de Cercle Artistique de Luxembourg en was een aantal jaren vice-voorzitter. Van 1946 tot 1971 nam hij deel aan de jaarlijkse salons van de kunstenaarsvereniging. In 1959 stond hij aan de wieg van de kunstenaarsvereniging ARC (Art Contemporain). Hij was de eerste voorzitter (1993-1997) nadat de vereniging de status van A.s.b.l. kreeg. Naast zijn beeldende kunst schreef hij artikelen over de geschiedenis van Mondorf en omgeving, in 1981 publiceerde hij een kroniek over Mondorf.
Tijdens de Tweede Wereldoorlog was Tanson actief in het verzet. Hij was lid van de Letzeburger Vollekslegio'n en kantonchef van de Unio'n. Meteen na de bevrijding van Luxemburg meldde Tanson zich vrijwillig voor het Amerikaans leger. Hij diende tussen september 1944 en augustus 1945 als 'trooper' in het 3e Cavalerie Regiment en later als regimentstolk in het 'CIC Detachment 212'.
Hij ontving diverse onderscheidingen en werd onder meer benoemd tot commandeur in de Orde van de Eikenkroon, commandeur in de Orde van Verdienste van het Groothertogdom Luxemburg (1978), ereburger van de gemeente Mondorf-les-Bains en ere-sergeant en officiële regimentstolk van het 3e Cavalerie Regiment.
Tanson overleed kort voor zijn 85e verjaardag.

## Enkele werken
- 1953 ontwerp zes glas-in-loodramen voor de Sint-Andreaskerk in Aspelt.[8] Uitgevoerd door atelier Linster in Mondorf.
- 1965? keramisch mozaïek met karakteristieke kenmerken van Larochette in de Staatsspaarbank aan de Place Bleich, Larochette.
- 1966 Consolatrix Afflictorum, keramisch tableau met chronogram, aan de Sint-Michaelskerk in Mondorf.
- 1970 illustraties voor Als überall die Feuer brannten... van René Burg. Esch-sur-Alzette: Kremer-Müller & Co.
- 1975 Lodewijk de Heilige, keramisch mozaïek (4 meter hoog) aan de gevel van het Home St Louis aan de Rue du Moulin in Mondorf.
- 1975 plaquette aan het Deportatiemonument in Hollerich.[9]
- 1978 Consolatrix Afflictorum, kleine herdenkingsplaquette (16x21 cm). Gegoten door Fonderie & Ateliers de Mersch en verkocht ter gelegenheid van de 300-jarige verkiezing van Maria tot landspatroon.[10]
- 1974 illustraties voor À l'heure du souvenir… "Si Mondorf m'était conté van Paul Leimbach.
- 1986 ontwerp zes glas-in-loodramen voor de begraafplaatskapel in Elvange (Schengen).[11]
- 1988 kruisweg met voorstellingen van de zeven smarten van de Maagd langs het pad naar de kapel van Castel, bij Mondorf.
- herdenkingsplaquette (oorlogsmonument) op de begraafplaats van Oetrange.
- plaquette ter herinnering aan Jean Monnet bij Hotel Grand-Chef in Mondorf.

## Publicaties
- Lé Tanson Damals …im kleinen Kurort Bad Michelskirch. 1939-1945. Remich: Offset J. Schomer-Turpel.
- Lé Tanson (1981) Chronik der 'Stadt' und Gemeinde Bad Mondorf. 1281-1981.
- Norbert Etringer en Lé Tanson (1981) Chronik der Gemeinde Bürmeringen. Luxmeburg: Imprimerie Saint-Paul.
- Lé Tanson (1990) "Das grosse Mondorfer Flugfest von 1910", in Magazine de Luxair 3, p. 28-34.
- Lé Tanson (1997) "Die wechselvolle Geschichte des "Palace Hotel"", in Martin Gerges, redactie (1997) Mondorf, son passé, son présent, son avenir. Luxemburg: Imprimerie Victor Buck. p. 217–220.

## Galerij

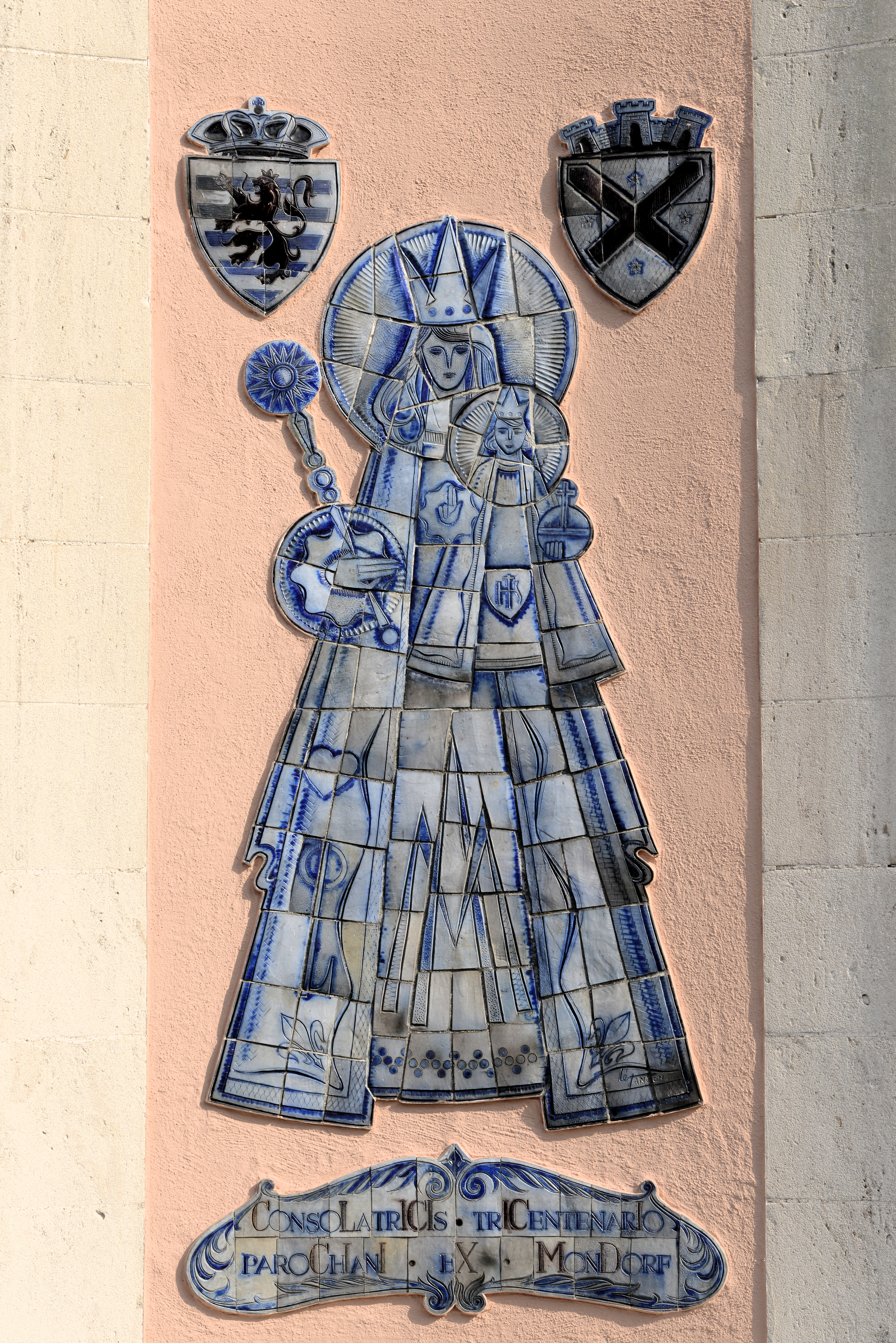
Consolatrix (1966), Mondorf
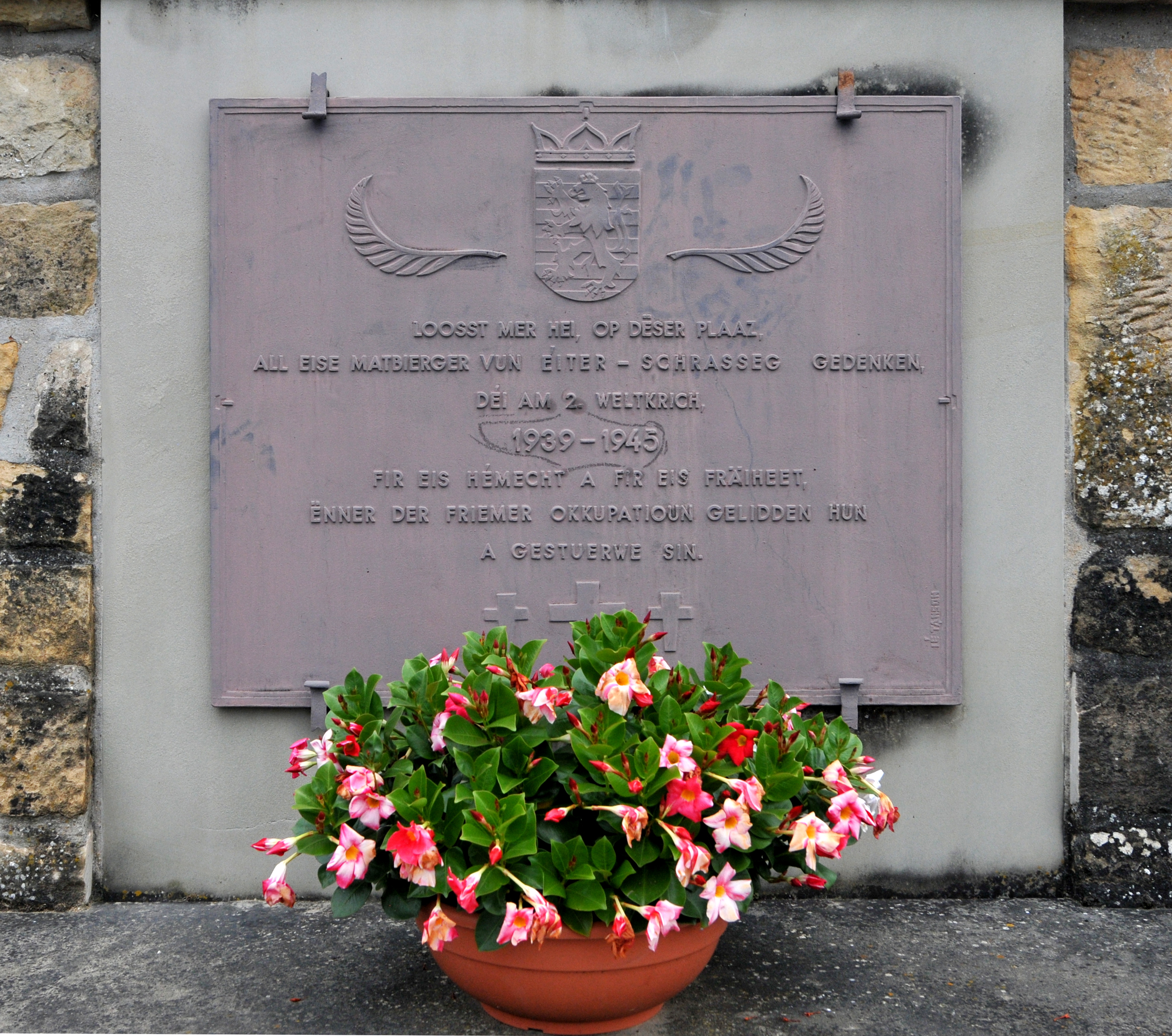
oorlogsmonument, Oetrange

- Musée national d'archéologie, d'histoire et d'art: lkl004099
- Virtual International Authority File: 71145003869061340213